# Санділ
Санді́л — каган із династії Дуло, із клану Ашина, що правив утигурськими булгарами на теренах сучасної України близько половини VI століття. Протистояв натиску Тюркського каганату. З Санділом пов'язують й ім'я Козаріг.
Також пов'язується з оногурами та був союзником Візантії проти псевдо-аварів (євразійських аварів). В деяких джерелах називається вождем гунів.
Інформація про Санділа міститься у візантійських джерелах в зв'язку зі вторгненням болгарського племені кутригурів під проводом князя Кініалона 551 року. У зв'язку з небезпекою для Константинополя, візантійський імператор Юстиніан I направив послів на північ Чорного моря до вождя утигурів Сандала, що були сусідами кутригурів. Посли зробили багаті дари грошима і зброєю, і переконали Санділа напасти на столицю кутригурів на західному березі Дону. Оскільки армія кутригурів була у Фракії, війська Санділа легко перейшли Дон і розбили загони супротивника.
Довідавшись про напад, володар кутригурів поспішив переправитись через Дунай, в результаті чого значна частина Фракії врятувалась. Після цього починається тривала семирічна війна між сусідніми племенами. У 558 році вождь кутригурів Заберхан, нарешті, уклав мир з утигурами, можливо, в результаті відставки або смерті Сандала.